# 仙城镇
仙城镇是中国广东省汕头市潮南区所辖的一个镇，位于潮南区、普宁市、惠来县三区县（市）交界处，大南山北麓。全镇区域总面积55.044平方公里，人口9.55万人。管辖12个村（居）委。

## 行政区划
- 居民委员会：深溪、老五乡、仙门城
- 行政村：利陂、梅径、东浮山、长春、神仙里、榕堂、红墩、七陂、波溪。

## 交通
- 236省道陈沙公路

## 方言
全镇通行潮州话。其中深溪、利陂、梅径、东浮山、神仙里等村居原先祖辈说客家话。